# Municipio La Ceiba (Trujillo)
La Ceiba es uno de los veinte municipios que forman parte del Estado Trujillo en Los Andes de Venezuela. Su capital es la población de Santa Apolonia. Tiene una extensión de 386 km², según estimaciones del INE su población para 2015 será de 22.221 habitantes. En él se encuentra el único puerto del estado Trujillo con salida directa al Mar Caribe, el puerto de La Ceiba.

## Historia
El proceso de ocupación de los centros poblados del área que hoy ocupa el Municipio, tuvo su origen en el año de 1820 con La Ceiba fundada en 1945 bajo el nombre de Pueblo Nuevo, por las misiones Neo nativos. Luego de la Guerra de Independencia 1810-1823  comenzó a decaer el comercio en Gibraltar que servía como principal puerto del Estado Mérida, por ello se elevó el intercambio comercial con productos de Mérida y Trujillo que salían por La Ceiba.  
A partir de 1831 La Provincia de Trujillo comienza a reclamar una salida al Lago de Maracaibo. El 9 de abril de 1899 el antiguo Congreso Nacional decretó la anexión de La Ceiba al cantón Escuque de la entonces llamada provincia de Trujillo, separándolo definitivamente de la Provincia de Maracaibo, hoy Estado Zulia.
Después de la Guerra Federal en 1881 el puerto cobró mucha importancia cuando entró en operaciones el Gran Ferrocarril La Ceiba-Sabana de Mendoza y que luego en 1899 se amplió hasta Motatán. Santa Apolonia fue fundada en 1907 como una comunidad eminentemente cafetalera  que sirve además de enlace ferroviario con la única salida marítima del Estado Trujillo, el puerto de La Ceiba que para ese entonces era la antigua capital del Municipio La Ceiba.
Ambas poblaciones comienzan a perder importancia en 1945 con la inauguración de la Carretera Trasandina y luego de la Carretera Panamericana las cuales no recorrían ni La Ceiba ni Santa Apolonia y las hacía de difícil acceso, así como la progresiva disminución de la producción de café en Venezuela.
A pesar del descubrimiento de petróleo en el lago de Maracaibo a principios del siglo xix, la actividad petrolera en el municipio La Ceiba, y en particular en la zona de Tomoporo, no se inició sino hasta la década de 1980. En 1986, la empresa Lagoven perforó el pozo TOM-1, marcando el inicio de la exploración en la región. Posteriormente, en 1999, la perforación del pozo TOM-7 por parte de ExxonMobil reveló el campo gigante de Tomoporo, con una producción inicial de 36 000 barriles diarios. Para el año 2001, ya se habían perforado 25 pozos en este yacimiento, consolidando su importancia estratégica.
El proceso de ocupación de los centros poblados del área que hoy conforma el municipio La Ceiba se remonta al año 1620. A partir de 1831, la entonces Provincia de Trujillo comenzó a reclamar una salida al lago de Maracaibo, lo que impulsó el desarrollo de la zona como punto de conexión fluvial y comercial.
Tras la Guerra Federal, en 1881, el puerto de La Ceiba adquirió relevancia con la entrada en operaciones del Gran Ferrocarril La Ceiba–Sabana de Mendoza, el cual fue ampliado en 1899 hasta Motatán. Este sistema ferroviario fortaleció el vínculo entre el interior del estado y su única salida marítima.
El 9 de abril de 1899, el antiguo Congreso Nacional decretó la anexión de La Ceiba al cantón Escuque, dentro de la entonces provincia de Trujillo, separándola definitivamente de la provincia de Maracaibo, hoy estado Zulia.
En 1907 fue fundada Santa Apolonia, una comunidad con vocación cafetalera que también funcionó como punto de enlace ferroviario con el puerto de La Ceiba, que en ese momento era la capital del municipio homónimo.
La Ceiba, fue elevada a municipio autónomo el 30 de enero de 1995, por la Ley de Reforma Parcial de la Ley de División Político Territorial del Estado Trujillo, separándose del Municipio Sucre  pasando a ser Municipio La Ceiba

## Geografía

### Límites
Norte: Parroquias Rafael Urdaneta y Marcelino Briceño del Municipio Baralt del Estado Zulia
Sur  : Parroquia Santa María del Horcón del Municipio Monte Carmelo.
Este : Parroquias El Paraíso y Junín del Municipio Sucre y Granados y Cheregüé del Municipio Bolívar.
Oeste: Lago de Maracaibo

### Organización parroquial
El municipio La Ceiba está dividido por cuatro parroquias: Parroquia Santa Apolonia (capital), Parroquia El Progreso (Zona Rica), Parroquia La Ceiba y Parroquia Tres de Febrero.

## Política y gobierno

### Alcaldes
| Período     | Alcalde               | Partido político / Alianza | % de votos | Notas |
| ----------- | --------------------- | -------------------------- | ---------- | --- |
| 1995 - 2000 | Mauro Cañizales       | AD                         | -          | Primer alcalde bajo elecciones directas (se realizaron elecciones generales adelantadas en el 2000 debido a la aprobación de la Constitución de 1999) |
| 2000 - 2004 | Mauro Cañizales       | AD                         | 52,52%     | Reelecto |
| 2004 - 2008 | Nordy Perozo          | PCV                        | 46,09      | Segundo alcalde bajo elecciones directas |
| 2008 - 2013 | Marcos Tulio Carrillo | PSUV                       | 64,03      | Tercer alcalde bajo elecciones directas (se postergan 1 año las elecciones municipales pautadas para finales del 2012)                                |
| 2013 - 2016 | Marcos Tulio Carrillo | PSUV                       | 77,18      | Reelecto (el 31 de marzo del 2016 fue asesinado en su residencia)                                                                                     |
| 2016 - 2017 | Rafael Landaeta       | PSUV                       | -          | (Alcalde Encargado) (designado el 12 de abril de 2016)                                                                                                |
| 2017 - 2021 | Darlin Moreno         | PSUV                       | 64,26      | Cuárto Alcalde bajó elecciones directas |
| 2021 - 2025 | Darlin Moreno         | PSUV                       | 48,71      | Reelecto |

### Concejo municipal
Período 1995 - 2000
| Concejales:           | Partido político / Alianza |
| --------------------- | -------------------------- |
| Wilmer Patiarroy      | AD                         |
| Victor Hernández      | AD                         |
| José Gregorio Mendoza | AD                         |
| Albino Bencomo        | COPEI                      |
| Eginio Prieto         | CONVERGENCIA               |

Período 2000 - 2005
| Concejales:           | Partido político / Alianza |
| --------------------- | -------------------------- |
| Andres Medina         | AD                         |
| Migdalia Morales      | AD                         |
| Victor Hernández      | AD                         |
| Jairo Benitez         | MVR                        |
| Juan de Cristo Urbina | MVR                        |

Período 2005 - 2013
| Concejales:         | Partido político / Alianza |
| ------------------- | -------------------------- |
| Agustin Palomino    | MVR                        |
| Daniel Ular         | MVR                        |
| Edicta Graterol     | MVR                        |
| Carlos Santini      | MVR                        |
| Rafael Landaeta     | MVR                        |
| Moises Montilla     | MVR                        |
| Leovardo Castellano | PCV                        |

Período 2013 - 2018
| Concejales       | Partido político / Alianza |
| ---------------- | -------------------------- |
| Dionel Balza     | PSUV                       |
| José Rosales     | PSUV                       |
| Maryuri Piedra   | PSUV                       |
| Rafael Landaeta  | PSUV                       |
| Celestino Godoy  | PSUV                       |
| Johanna Santiago | PSUV                       |
| Zoraida Bravo    | PSUV                       |

Período 2018 - 2021
| Concejales:        | Partido político / Alianza |
| ------------------ | -------------------------- |
| Javier López       | PSUV                       |
| Marienela Gallardo | PSUV                       |
| Argenis Terán      | PSUV                       |
| Maria Infante      | PSUV                       |
| Carlos Nieves      | PSUV                       |
| Luis Daniel Castro | PSUV                       |
| Julio González     | PSUV                       |

Período 2021 - 2025
| Concejales:     | Partido político / Alianza |
| --------------- | -------------------------- |
| Danielis Pérez  | MUD                        |
| Doris Montilla  | MUD                        |
| José Mendoza    | MUD                        |
| Mauro Cañizalez | MUD                        |
| Luz Salas       | PSUV                       |
| Javier López    | PSUV                       |
| Xiomara Pacheco | PSUV                       |